# マーク金井
マーク金井（マークかない、1958年9月16日 - ）は、大阪府出身のゴルフクラブアナリスト。ゴルフ誌だけではなく、TV、ラジオなどさまざまなメディアで活躍する、自称「ゴルフ芸人」。最近はクラブ設計者として活躍しており、メーカーが作れなかったアマチュアを救うクラブを設計する。豊富な知識と腕前でクラブの試打・レポートをゴルフ雑誌やネットで展開。自らゴルフスタジオ・アナライズを主宰している。

## 経歴
- ゴルフとの出会いは、中学2年生の頃でたまたま家の近所に練習場があって、そこのネットでボールを打つ真似事をしているうちにゴルフにのめりこむ。
- 中学3年生の頃に練習場のゴルフスクールに入り、ツアー競技に参加。高校2年生になるとジュニアの大会に出場する。
- 関西大学に入学し、学連ゴルフ部に入部したが、当時のゴルフ部があまりにも体育会系過ぎたため辞めることに。
- 大学を卒業してアメリカへ行き、1ヶ月30ラウンドのペースで半年ゴルフ漬けになり、帰国後ゴルフポータルサイトALBAに勤務することとなる。
- 現在は、自ら手掛けているゴルフスタジオ・アナライズでクラブやシャフトのデータ診断を行っている。

## 著書
- 中古クラブは勉強してから買いなさい、ゴルフダイジェスト社、2006、ISBN 4772840729
- クラブ選びでスコアが変わる!―マーク金井の最新クラブ選び&活用ドリル、徳間書店、2008、ISBN 4197102038
- 新クラブ選択術―スコアは道具で劇的に変わる!、徳間書店、2010、ISBN 4197102194